# 桂五镇
桂五镇，是中华人民共和国江苏省淮安市盱眙县下辖的一个乡镇级行政单位。

## 行政区划
桂五镇下辖以下地区：
星星社区、高庙社区、林山村、东园村、四桥村、六桥村、藕塘村、方港村、桂五村、水冲港村、高平村、山洪村和合星村。